# Мекопер тайфунник
Мекопер тайфунник (Pterodroma mollis) е вид птица от семейство Procellariidae.

## Разпространение и местообитание
Разпространен е в Австралия, Антарктида, Намибия, Нова Зеландия, Света Елена, Възнесение, Тристан да Куня, Фолкландски острови, Френски южни и антарктически територии, Южна Африка и Южна Джорджия и Южни Сандвичеви острови.